# As Live As It Gets
As Live As It Gets es el primer álbum en vivo de la banda de heavy metal B L A Z E, lanzado en 2003. Contiene en su mayor parte material original de la agrupación, incluyendo algunos covers de bandas como Iron Maiden y Wolfsbane, y la canción "Dazed and Confused" de Led Zeppelin.

## Lista de canciones

### Disco uno
1. "Speed Of Light"
2. "Two Worlds Collide"
3. "Steel"
4. "Kill & Destroy"
5. "End Dream"
6. "Stare At The Sun"
7. "Land Of The Blind"
8. "Silicon Messiah"
9. "Dazed And Confused"

### Disco dos
1. "Virus"
2. "The Brave"
3. "Stranger To The Light"
4. "Identity"
5. "Sign Of The Cross"
6. "Futureal"
7. "Ghost In The Machine"
8. "Born As A Stranger"
9. "Tenth Dimension"

## Personal
- Blaze Bayley – voz
- Steve Wray – guitarra
- John Slater – guitarra
- Rob Naylor – bajo
- Jeff Singer – batería